# Solsonès
Solsonès là một comarca (hạt) ở Catalonia, Tây Ban Nha.

## Các đô thị
Dân số năm 2001.
- Castellar de la Ribera - 153
- Clariana de Cardener - 151
- La Coma i la Pedra - 239
- Guixers - 154
- Lladurs - 220
- Llobera - 218
- La Molsosa - 134
- Navès - 278
- Odèn - 277
- Olius - 566
- Pinell de Solsonès - 224
- Pinós - 308
- Riner - 279
- Sant Llorenç de Morunys - 921
- Solsona - 7.344